# 위험한 관계 (1970년 영화)
《위험한 관계》는 1970년 공개된 대한민국의 영화이다.

## 배역
- 최무룡
- 문희
- 오지명
- 허장강
- 주증녀
- 방인자
- 유명지
- 박암
- 이낙훈
- 박병호
- 김웅
- 김홍규
- 김영인
- 신찬일
- 최성규
- 조춘

## 수상
- 제1회 무등영화상
  - 감독상 - 고영남
  - 조연남우상 - 오지명